# Haniá nemzetközi repülőtér
A Haniá nemzetközi repülőtér (IATA: CHQ, ICAO: LGSA) Görögország egyik nemzetközi repülőtere, amely Kréta szigetén, Haniá közelében található. Éves utasforgalma 3 008 687 fő (2018). Vészhelyzet esetére a NASA bármely űrrepülője számára alternatív leszállóhelyként választották ki a repülőteret.

## Futópályák
A repülőtér futópályái:
- 11L/29R

## Forgalom
Az utasforgalom az elmúlt években az alábbi módon változott:
| Utasok száma | 826 346 | 924 160 | 1 416 803 | 1 479 653 | 1 760 959 | 1 654 864 | 2 078 857 | 2 953 278 | 2 983 542 | 3 290 802 |
|              | 1994    | 1997    | 2000      | 2003      | 2006      | 2010      | 2013      | 2016      | 2019      | 2022      |

## Légitársaságok és úticélok
2025-ben a Haniá nemzetközi repülőtérről az alábbi járatok indulnak (Utoljára frissítve: 2025-02-9):
| Légitársaság                    | Célállomások |
| ------------------------------- | --- |
| Aegean Airlines                 | Athens, Thessaloniki Szezonális: Rhodes (kezdődik 2025 április 14-től), Tel Aviv |
| Air Serbia                      | Szezonális: Belgrád |
| Animawings                      | Szezonális: Bukarest–Otopeni |
| Austrian Airlines               | Szezonális: Bécs[forrás?] |
| Braathens International Airways | Szezonális charter: Gothenburg, Östersund Stockholm-Arlanda |
| British Airways                 | Szezonális: London–Heathrow |
| Brüsszel Airlines               | Szezonális: Brüsszel |
| Condor                          | Szezonális: Düsseldorf,[forrás?] Frankfurt,[forrás?] Hamburg (újrakezdődik 2025 május 3-tól), Leipzig/Halle,[forrás?] München[forrás?] |
| Discover Airlines               | Szezonális: Frankfurt, München |
| easyJet                         | Szezonális: Amszterdam Basel/Mulhouse Berlin,[forrás?] Bristol, Glasgow,[forrás?] London–Gatwick,[forrás?] London–Luton,[forrás?] Lyon,[forrás?] Manchester,[forrás?] Milan–Malpensa,[forrás?] Nizza[forrás?] |
| Edelweiss Air                   | Szezonális: Zurich[forrás?] |
| Eurowings                       | Szezonális: Düsseldorf, Graz, Hamburg, Stuttgart |
| Finnair                         | Szezonális: Helsinki |
| flydubai                        | Szezonális: Dubai–International (kezdődik 2025 június 23-tól)[forrás?] |
| Israir Airlines                 | Szezonális: Tel Aviv[forrás?] |
| Jet2.com                        | Szezonális: Birmingham,[forrás?] Bristol, Leeds/Bradford,[forrás?] London–Stansted,[forrás?] Manchester,[forrás?] Newcastle upon Tyne[forrás?] |
| Lufthansa                       | Szezonális: Frankfurt[forrás?] |
| Luxair                          | Szezonális: Luxembourg |
| Marabu                          | Szezonális: Hamburg,[forrás?] München[forrás?] |
| Neos                            | Szezonális: Milan-Malpensa (kezdődik 2025 május 24-től) |
| Norwegian                       | Szezonális: Bergen,[forrás?] Koppenhága,[forrás?] Helsinki,[forrás?] Oslo,[forrás?] Stockholm–Arlanda[forrás?] |
| Ryanair                         | Paphos, Thessaloniki Szezonális: Athens, Bergamo,[forrás?] Birmingham, Bologna, Bournemouth (kezdődik 2025 június 2-től), Bukarest–Otopeni,[forrás?] Budapest,[forrás?] Charleroi,[forrás?] Dublin,[forrás?] East Midlands,[forrás?] Gdańsk,[forrás?] Hahn,[forrás?] Krakkó,[forrás?] Leeds/Bradford,[forrás?] London–Stansted,[forrás?] Malta,[forrás?] Manchester,[forrás?] Marseille,[forrás?] Memmingen,[forrás?] Naples,[forrás?] Newcastle upon Tyne,[forrás?] Nuremberg,[forrás?] Pisa,[forrás?] Poznań,[forrás?] Róma–Fiumicino,[forrás?] Szófia,[forrás?] Stockholm–Arlanda,[forrás?] Tel Aviv (kezdődik 2025. június 1.), Treviso,[forrás?] Bécs, Varsó–Modlin,[forrás?] Weeze,[forrás?] Wrocław[forrás?] |
| Scandinavian Airlines           | Szezonális: Koppenhága, Oslo, Stockholm–Arlanda Szezonális charter:[forrás?] Aalborg, Bergen,[forrás?] Bodø,[forrás?] Gothenburg,[forrás?] Haugesund,[forrás?] Kristiansand,[forrás?] Stavanger,[forrás?] Tromsø,[forrás?] Trondheim[forrás?] |
| Sky Express                     | Athens Szezonális charter: Brno (kezdődik 2025 június 8-tól) |
| Smartwings                      | Szezonális: Bratislava (kezdődik 2025 május 26-tól),[forrás?] Prága[forrás?] Szezonális charter: Poznan (kezdődik 2025 június 1-től), Debrecen |
| Sunclass Airlines[forrás?]      | Szezonális charter: Billund,[forrás?] Koppenhága,[forrás?] Gothenburg,[forrás?] Helsinki,[forrás?] Malmö,[forrás?] Oslo,[forrás?] Stavanger,[forrás?] Stockholm–Arlanda,[forrás?] Trondheim[forrás?] |
| Transavia                       | Szezonális: Amszterdam, Lyon (kezdődik 2025 április 20-tól), Párizs–Orly |
| TUI Airways                     | Szezonális: Birmingham,[forrás?] London–Gatwick,[forrás?] Manchester[forrás?] |
| TUI fly Belgium                 | Szezonális: Brüsszel,[forrás?] Ostend/Bruges[forrás?] |
| TUI fly Netherlands             | Szezonális: Amszterdam[forrás?] |
| TUI fly Nordic                  | Szezonális charter: Koppenhága,[forrás?] Gothenburg,[forrás?] Norrköping, Oslo,[forrás?] Stockholm–Arlanda[forrás?] |
| Tus Airways                     | Szezonális: Larnaca |
| Wizz Air                        | Szezonális: Cluj-Napoca,[forrás?] Bécs,[forrás?] Varsó–Chopin[forrás?] |